# Dean (Teksas)
Dean – miasto w Stanach Zjednoczonych, w stanie Teksas, w hrabstwie Clay.